# Sv. Jakob, Preddvor
Sv. Jakob (961 m) je med pohodniki priljubljena vzpetina nad Preddvorom. Vzpetina je dobila ime po istoimenski cerkvici iz 15. stoletja, ki stoji na samem vrhu.

## Dostop
Najpogostejši dostop na vzpetino je skozi Preddvor, naselje Hrib ter mimo gradu Turn. Pot od parkirišča pri gradu do vrha povprečen pohodnik opravi v približno 45 minutah. 

## Cerkev
Najzgodnejši zapisi o cerkvici segajo v 15. stoletje. Njena notranjost je poslikana z gotskimi freskami, na katerih so upodobljeni prizori iz biblije in podoba sv. Krištofa.
Cerkev je bila skozi čas večkrat obnovljena. Sedanji oltar je bil izdelan leta 1886. 

### Arheološko najdišče
Zahodno od cerkve je bilo leta 1985 odkrito arheološko najdišče iz poznoantične dobe (5.–7. stoletje n. št.). Najdeni so bili različni predmeti staroselcev (koščen glavnik, ostanki oglja, kosti domačih živali, ostanki steklenih čaš in keramičnih posod, železna puščica, okroglo kovinsko zrcalo ...).

## Planinska koča
Ob sami cerkvici na pogorišču nekdanje mežnarije od leta 1988 stoji tudi planinska koča Iskra. Ime je koča dobila, ker so jo zgradili delavci kranjskih Iskrinih obratov, ob pomoči dijakov in zaposlenih srednje šole Iskra (danes TŠC Kranj).

### Razgled
Z razgledne planjave pred planinsko kočo se odpira razgled po ravnicah proti Kranju, Ljubljani in Škofji Loki. Izza Jakoba pa se dviga pobočje, imenovano Zaplata, z izstopajočim Hudičevim borštom.

## Izhodišča za nadaljnje izlete
Z Jakoba se je možno podati tudi na bližnje, višje vrhove:
- Potoška gora (1283 m)
- Javorov vrh (1434 m)
- skozi Hudičev boršt na Kališče (1540 m)
- Cjanovca (1820 m) in Srednji vrh (1853 m)
- mimo Potoške gore na Dom Čemšenik (835 m)